# Juan Rafael Fuentes
Juan Rafael Fuentes Hernández (* 5. Januar 1990 in Córdoba) ist ein ehemaliger spanischer Fußballspieler.

## Karriere
Fuentes begann seine Karriere beim FC Córdoba. Sein Profidebüt für den Zweitligisten gab er am 7. Spieltag 2009/10 gegen Real Murcia. 2013 wechselte er zum Erstligisten Espanyol Barcelona. Sein Erstligadebüt gab er am 1. Spieltag 2013/14 gegen Celta Vigo.
Seine Karriere beendete Fuentes 2019.